# 朱志𡐤
秦康王朱志𡐤（1404年—1455年）是明朝秦藩王朱尚炳之子，母唐氏，朱志堩、朱志均之弟，永樂二十年封富平王，在宣德三年襲封秦王。
朱志𡐤在景泰六年死，諡號康，三年後他的兒子秦惠王朱公錫繼承他。

## 家庭

### 妻
1. 正室陳氏（ -1472）西城兵马副指挥陈政之女。宣德元年册为富平王妃, 宣德三年为秦康王妃,成化八年薨。
2. 夫人杨氏
3. 夫人周氏
4. 夫人潘氏

### 子女

#### 子
- 嫡子：秦惠王 朱公錫
- 子：朱公鍵，早卒[6][1]
- 庶長子：秦安王 朱公銘
- 庶第二子：郃陽惠恭王 朱公鏜
- 庶第三子：汧陽端懿王 朱公鏳

#### 女
- 嫡長女：延川郡主，儀賓劉振[7]
- 第二女：澄城郡主（1431年9月1日—1483年4月8日），儀賓李恂[8][7]
- 第三女：石泉郡主，儀賓李裕[7]
- 女：寶雞郡主，儀賓樊瑛[9]

## 評價
仁愛恭敬，得之天性。强學好古，不遺餘力。面對聲色貨利、馳騁畋獵等物欲，淡然不爲所動。